# Сашино (Кингисеппский район)
Са́шино — деревня в Котельском сельском поселении Кингисеппского района Ленинградской области.

## История
На карте Санкт-Петербургской губернии Ф. Ф. Шуберта 1834 года на месте деревни Сашино обозначена мыза Помещика Нитцера.

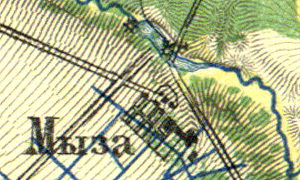
Деревня Сашино на карте 1860 года

Согласно «Топографической карте частей Санкт-Петербургской и Выборгской губерний» в 1860 году на месте деревни Сашино находилась мыза, к северу от неё на реке Систе находилась водяная мельница.

САШИНО — мыза владельческая при реке Систе, число дворов — 1, число жителей: 10 м. п., 13 ж. п. (1862 год)

Согласно данным 1867 года на мызе Сашино проживал мировой участковый судья, барон Александр Александрович Раль (младший) (1829—1888), а на мызе Порожки — титулярный советник Андрей Андреевич Нетцер, который являлся мировым посредником 2-го участка Ямбургского уезда.
Согласно материалам по статистике народного хозяйства Ямбургского уезда 1887 года, мыза Сашино площадью 686 десятин принадлежала дворянину Ф. Ф. Миквицу, мыза была приобретена в 1886 году за 16 000 рублей, в ней был завод по разведению форели, кузница и водяная мельница сдавались в аренду. Соседняя мыза Порожки с пустошь Красницы площадью 1082 десятины принадлежала вдове надворного советника Н. М. Нетцер, мыза была приобретена до 1868 года, там сдавались в аренду дом и две мельницы.
В 1900 году, согласно «Памятной книжке Санкт-Петербургской губернии», мыза Сашино площадью 682 десятины и смежная с ней мыза Порожки площадью 578 десятин, принадлежали дворянину Фёдору Фёдоровичу Миквицу.
В конце XIX — начале XX века мыза административно относилась к Ратчинской волости 2-го стана Ямбургского уезда Санкт-Петербургской губернии.
С 1917 по 1927 год деревня Сашино входила в состав Унатицкого сельсовета Котельской волости Кингисеппского уезда.
Согласно данным переписи населения СССР 1926 года в деревне Сашино Перелесского сельсовета проживали 114 человек, большинство русские, а также эстонцы и украинцы.
С 1928 года в составе Велькотского сельсовета. В 1928 году население деревни Сашино также составляло 114 человек.

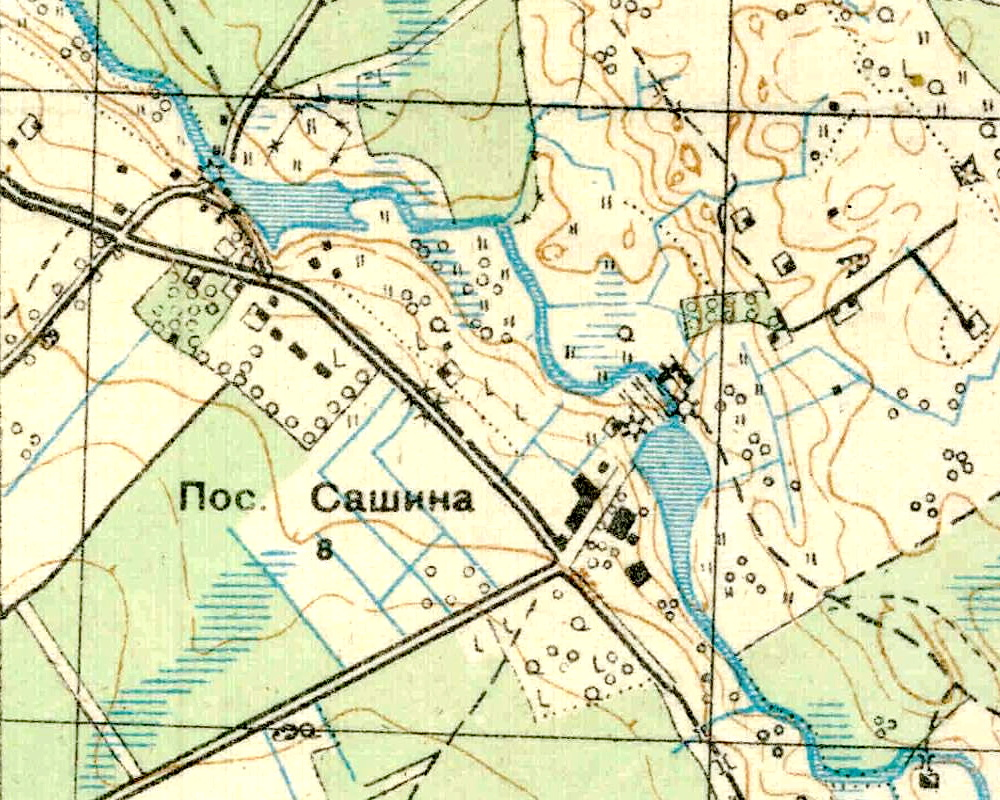
Посёлок Сашино на карте 1930 года

Согласно топографической карте РККА 1930 года посёлок назывался Сашина и насчитывал 8 дворов. В посёлке было три водяных мельницы.
С 1931 года в составе Ратчинского сельсовета Кингисеппского района.
По одним данным в 1933 году деревня Сашино входила в состав Велькотского сельсовета Кингисеппского района, по другим, в состав Ратчинского сельсовета.
C 1 августа 1941 года по 31 января 1944 года деревня находилась в оккупации.
С 1954 года в составе Удосоловского сельсовета.
В 1958 году население деревни Сашино составляло 54 человека.
По данным 1966 и 1973 годов деревня Сашино также находилась в составе Удосоловского сельсовета.
По данным 1990 года деревня Сашино входила в состав Котельского сельсовета.
В 1997, 2002 и 2007 годах в деревне Сашино не было постоянного населения.

## География
Деревня расположена в северо-восточной части района к востоку от автодороги 41К-111 (Перелесье — Гурлёво) и к югу от автодороги 41К-008 (Петродворец — Криково).
Расстояние до административного центра поселения — 19 км.
Расстояние до ближайшей железнодорожной платформы Куммолово — 8 км.
Через деревню протекает река Систа.

## Демография
| 1862 | 2007 | 2010 | 2017 |
| ---- | ---- | ---- | ---- |
| 23   | ↘0   | →0   | →0   |

Согласно данным Всероссийской переписи населения 2021 года в деревне постоянного населения не было.